# Chiesa dei Santi Quirico e Giulitta (Lugano)

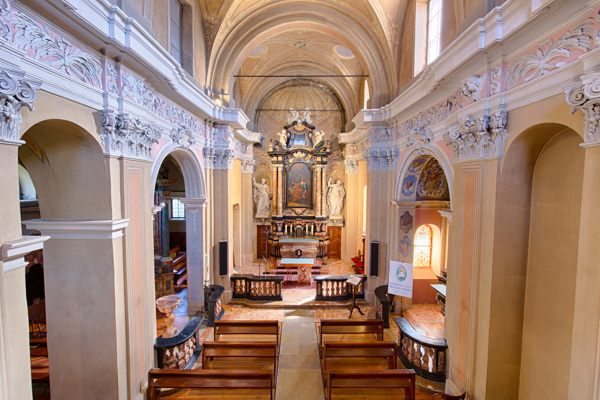
Interno

La chiesa parrocchiale dei Santi Quirico e Giulitta è un edificio religioso che si trova a Biogno, frazione di Lugano (già di Breganzona).

## Storia
La chiesa venne costruita nel XV secolo e consacrata il 25 novembre 1489. Nel 1608 venne edificata la sagrestia e nel 1685 la chiesa venne rialzata. Nel XVIII secolo venne costruito il portico antistante la facciata. Nel 1881 l'intera struttura venne ampliata.

## Descrizione
La chiesa ha una pianta a tre navate, sovrastate da una volta a crociera.
Sulla cantoria in controfacciata, si trova l'organo a canne, costruito nel 1838 da Giuseppe Ossola su progetto di Francesco Viscontini. Lo strumento, a trasmissione integralmente meccanica, ha un'unica tastiera di 50 note con prima ottava scavezza ed una pedaliera a leggio scavezza di 17 note.